# شالوم روزنفيلد
شالوم روزنفيلد (13 ديسمبر 1914 - 14 أبريل 2008) صحفي إسرائيلي. كان أحد كبار الصحفيين في إسرائيل، ورئيس تحرير صحيفة "معاريف" من عام 1974 إلى عام 1980، ومؤسس برنامج الدراسات الصحفية في جامعة تل أبيب.
حصل على جائزة سوكولوف للصحافة في عام 1975 وجائزة إسرائيل في الصحافة في عام 1986.

## حياته

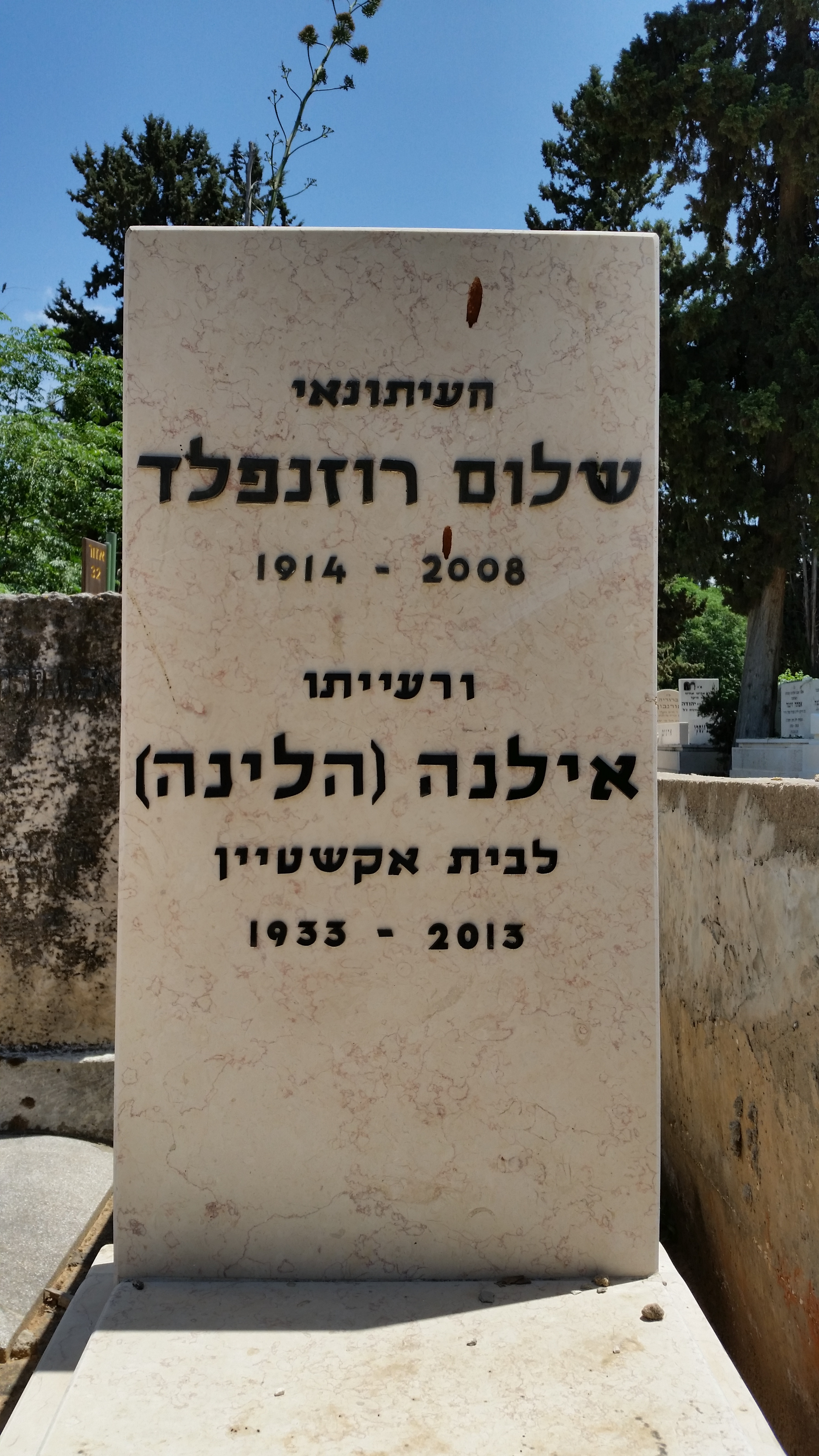
قبر شالوم روزنفيلد وزوجته الثانية إيلانا في مقبرة نحلات يتسحاق

ولد روزنفيلد في ترويتز في بولندا، حيث كان نشطًا في حركة بيتار الصهيونية، وفي جمعية الإسبرانتو المحلية، وبدأ هناك العمل في الكتابة الصحفية. ثم هاجر إلى فلسطين في عام 1934 ودرس في الجامعة العبرية.

## عمله في الصحافة
قبل قيام دولة إسرائيل عمل رئيس تحرير صحيفة هامشيكيف، وسكرتير تحرير صحيفة هاروت، وشارك في إذاعة منظمة إرجون.

في عام 1948 شارك في تأسيس صحيفة "معاريف" وترك العمل في صحيفة "يديعوت أحرونوت". ظل يكتب لسنوات في معاريف عمودا بعنوان "أتسيلانو"، والذي جمع لاحقا في عدة كتب. وفي الخمسينيات كان أحد نجوم البرنامج الإذاعي "ثلاثة في قارب واحد".

المشاركون في برنامج "ثلاثة في قارب واحد" 1957 - من اليسار إلى اليمين: غابرييل تزافروني، شالوم روزنفيلد، شموئيل ألموغ، أمنون عشي نعيمي، دان الماجور

## جوائز
فاز روزنفيلد بجائزة سوكولوف للصحافة عام 1975 وجائزة إسرائيل في الصحافة عام 1986. وحصل على وسام المواطنة الفخرية لمدينة تل أبيب، وعلى الدكتوراه الفخرية في الفلسفة من معهد وايزمان.  وفي عام 2002، حصل على "جائزة الخدمة العامة للاتصالات" ممثلا عن نقابة الصحفيين والمحررين في إسرائيل.

## فكره الصحفي
ولطالما اعتُبر روزنفيلد صحافياً يلتزم بأخلاقيات المهنة ويرى في عمله رسالة اجتماعية.
أسس برنامج الدراسات الصحفية في جامعة تل أبيب، وغالبًا ما كان يناقش القضايا الأخلاقية مع طلابه، وأكد لهم أن الصحفي الجيد يجب أن يكون شخصًا يتمتع بتعليم عام واسع وموهبة طبيعية للعثور على مصادر المعلومات. وكان يرى يجب على الصحفي أن يعرف القليل عن أشياء كثيرة، مقارنة بالمتخصص الذي يجب أن يعرف الكثير عن أشياء قليلة.

## عائلته
زوجته الأولى، أديت، توفيت عام 1957، وكانت مقاتلة في الجيش الإسرائيلي وشاركت في معارك يافا. وفي عام 1959 تزوج للمرة الثانية من إيلانا، وهي طبيبة نفسية.
ابنته تمار، كانت أيضًا صحفية في "معاريف"، وبعد تقاعدها عام 1993 عملت في القطاع المالي، وكانت كذلك رئيسة تنفيذية لغرفة التجارة الإسرائيلية الأمريكية. وكان ابنه يورام، الذي توفي عام 1997، أحد رواد صناعة التكنولوجيا الفائقة في إسرائيل وزوج الملحنة نوريت هيرش.

## من كتبه
- القضية الجنائية 124 (1955) - كتاب عن قضية كاستنر، يحتوي على توثيق كامل تقريبًا لمحاضر محاكمة كاستنر، مع بعض الملاحظات حول ما حدث في المحكمة.
- خاص جدا (1962) – مجموعة فيليتون
- هذه السنوات الست (1945) - عن تاريخ الحرب العالمية الثانية
- زاوية حادة - ملاحظات من "معاريف" (1983) - رسومات: زئيف
- في مكاننا (1983) – مجموعة ساخرة وقوائم وفيلتونات، دار معاريف للنشر

كما ترجم عدة كتب من بينها كتاب ي. فيرجن، من عام الرأسمالية الكاملة (1958) وجون روي كارلسون من القاهرة إلى دمشق (1952).